# Легенды тенниса в Москве
Леге́нды те́нниса в Москве́  — международный показательный теннисный турнир, проводившийся шесть раз в Москве, в 2010 году — на малой спортивной арене «Лужники», в 2011—2015 годах — на кортах Национального теннисного центра им. Х. А. Самаранча. В турнире принимали участие теннисисты, закончившие профессиональную карьеру.

## История
В первый раз турнир был проведён 27-28 февраля 2010 года. Постановление о проведении турнира подписал мэр Москвы Юрий Лужков. В 2010 году турнир проходил в течение двух дней.
Следующие турниры проводились в течение одного дня: 12 июня 2011, 2012, 2014 и 2015 годов, 18 июня 2013 года.
В первых пяти турнирах соревновались так называемые «Сборная России» и «Сборная мира». В 2015 году формат Легенд существенно изменился, и соперниками стали команды Евгения Кафельникова и Марата Сафина. Генеральным партнёром турнира являлся «Внешэкономбанк», официальными партнёрами в разные годы были Ингосстрах, Land Rover, Samsung, Longines, WorldClass.
- в первом и третьем турнирах в каждой команде было по три спортсмена, во втором — только по два.
- Евгений Кафельников и Горан Иванишевич принимали участие во всех шести турнирах.
- все матчи турнира играются по отличным от классического тенниса правилам.
- в первых двух турнирах участвовали только мужчины.
- в разные годы игрались либо мужские, либо женские парные матчи.
- с появлением в 2012 году на турнире женщин последним матчем турнира до 2014 года был микст.

## Победители
| Год  | Победитель           | Счёт  |
| ---- | -------------------- | ----- |
| 2015 | Команда Кафельникова | 21-17 |
| 2014 | ничья                | 2-2   |
| 2013 | Сборная России       | 3-1   |
| 2012 | Сборная России       | 2-1   |
| 2011 | Сборная России       | 3-2   |
| 2010 | Сборная России       | 3-2   |